# Bolitophila atlantica
Bolitophila atlantica is een muggensoort uit de familie van de Bolitophilidae. De wetenschappelijke naam van de soort is voor het eerst geldig gepubliceerd in 1934 door Fisher.